# Попов, Михаил Васильевич (государственный деятель)
Михаил Васильевич Попов (1905—1938) — советский государственный деятель.

## Биография
- 1919 — рассыльный Нижегородского областного отдела водного транспорта.
- 1919—1920 — учащийся школы 2-й ступени.
- 1920—1921 — рассыльный Нижегородского губернского совнархоза.
- 1921—1922 — рассыльный Нижегородского укома РКСМ.
- 1922—1923 — учащийся Нижегородской губернской советско-партийной школы.
- 1923—1925 — заведующий экономико-плановым отделом, заведующий отделом политического просвещения Нижегородского укома РКСМ.
- 1925—1926 — ответственный секретарь Нижегородского укома РКСМ.
- 1926—1928 — ответственный секретарь Сергачского укома ВЛКСМ.
- 1928—1929 — председатель Нижегородского губернского бюро юных пионеров.
- 1929 — член Оргбюро ЦК ВЛКСМ по Нижегородской области, заведующий агитационно-пропагандистским отделом Оргбюро ЦК ВЛКСМ по Нижегородской области.
- 1929—1930 — ответственный секретарь Муромского окружкома ВЛКСМ.
- 1930 — ответственный редактор газеты «Ленинская смена», Нижний Новгород.
- 1930—1931 — ответственный секретарь Канавинского райкома ВЛКСМ.
- 1931—1932 — второй секретарь, первый секретарь Нижегородского крайкома ВЛКСМ.
- 1932—1934 — заместитель заведующего сельскохозяйственным отделом Горьковского обкома ВКП(б).
- 1934—1937 — заведующий сельскохозяйственным отделом Горьковского обкома ВКП(б).
- июль—сентябрь 1937 — начальник Всесоюзного объединения «Заготзерно».
- 1937—1938 — заместитель председателя Комитета по заготовкам сельскохозяйственных продуктов при Совнаркоме СССР.
- 1938 — народный комиссар заготовок СССР.

## Репрессии
Арестован 5 мая 1938 года. Осужден 28 июля 1938 года к высшей мере наказания по ст. 58-7, 58-8, 58-11 УК РСФСР. Реабилитирован 30 мая 1956 года.